# Ebrei iraniani in Israele
La comunità di ebrei iraniani in Israele si riferisce alla collettività di ebrei iraniani che migrarono nella allora Palestina ottomana (poi mandato britannico della Palestina ed oggi Israele). La comunità è composta all'incirca da 250mila unità, in maggioranza sabra.
Dopo la nascita dello Stato di Israele, l'immigrazione di ebrei iraniani crebbe notevolmente. Nel 1952, circa 30.000 di loro si trasferirono stabilmente nello Stato ebraico. Complessivamente, circa 134.000 iraniani si stabilirono nel paese dopo la sua nascita.
Negli anni cinquanta il trattamento riservato agli ebrei iraniani da parte di Israele è paragonabile a quello degli altri ebrei provenienti da Medio Oriente e Nord Africa.
Anche la Rivoluzione islamica fu motivo di notevoli migrazioni verso Israele.
Dopo la rivoluzione, altri 10-15.000 ebrei iraniani emigrarono direttamente in Israele. Molti altri emigrarono prima negli Stati Uniti od in Europa e solo successivamente in Israele, principalmente per paura del nuovo regime dell'ayatollah Khomeyni, ma anche per la diffidenza verso Israele. Infatti parte della cultura iraniana vedeva Israele come un Paese di infedeli ed atei, caratteristiche malviste in Medio Oriente; invece la maggior parte degli ebrei iraniani è attivamente religiosa e/o tradizionalista. 
L'uccisione dell'uomo d'affari ebreo Habib Elghanian da parte del governo iraniano (giustiziato con l'accusa di essere un sionista) spaventò molti ebrei iraniani.
Israele continua ad incoraggiare gli ebrei rimasti in Iran (meno di 9.000) a trasferirsi nel Paese ebraico, poiché li vede come ostaggi del regime iraniano. Nel 2007 Israele offrì incentivi monetari ai pochi ebrei rimasti in Iran per incoraggiarne l'immigrazione.